# Domezain-Berraute
Domezain-Berraute (Baskisch: Domintxaine-Berroeta) is een gemeente in het Franse departement Pyrénées-Atlantiques (regio Nouvelle-Aquitaine) en telt 467 inwoners (2004). De plaats maakt deel uit van het arrondissement Bayonne en ligt in de Baskische provincie Soule.

## Geografie
De oppervlakte van Domezain-Berraute bedraagt 21,5 km², de bevolkingsdichtheid is 21,7 inwoners per km².
De onderstaande kaart toont de ligging van Domezain-Berraute met de belangrijkste infrastructuur en aangrenzende gemeenten.

## Demografie
Onderstaande figuur toont het verloop van het inwonertal (bron: INSEE-tellingen).